# Swatting

Le swatting est un anglicisme désignant un faux appel téléphonique anonyme ayant pour but de nuire à une personne physique ou morale, en déclenchant l'intervention des services de police ou d'urgence à son domicile. Il était à l'origine utilisé dans le milieu du gaming mais il s'est diversifié dans divers secteurs dont les fausses alertes attentats.
Ce phénomène venu des États-Unis tire son nom des unités d'intervention SWAT (les « unités spéciales » des forces de police aux États-Unis), dont les homologues français sont le GIGN et le RAID. Le swatting est apparu dans des communautés de joueurs en ligne, où il a été utilisé comme moyen de vengeance, permettant également d'assister en direct à l'intervention des forces de l'ordre. Il diffère du canular en raison de son intention souvent malveillante, et son issue parfois tragique.
L'auteur d'un cas de swatting est régulièrement désigné par le terme de « swatteur ».

## Origines et technique

### Les origines duswatting

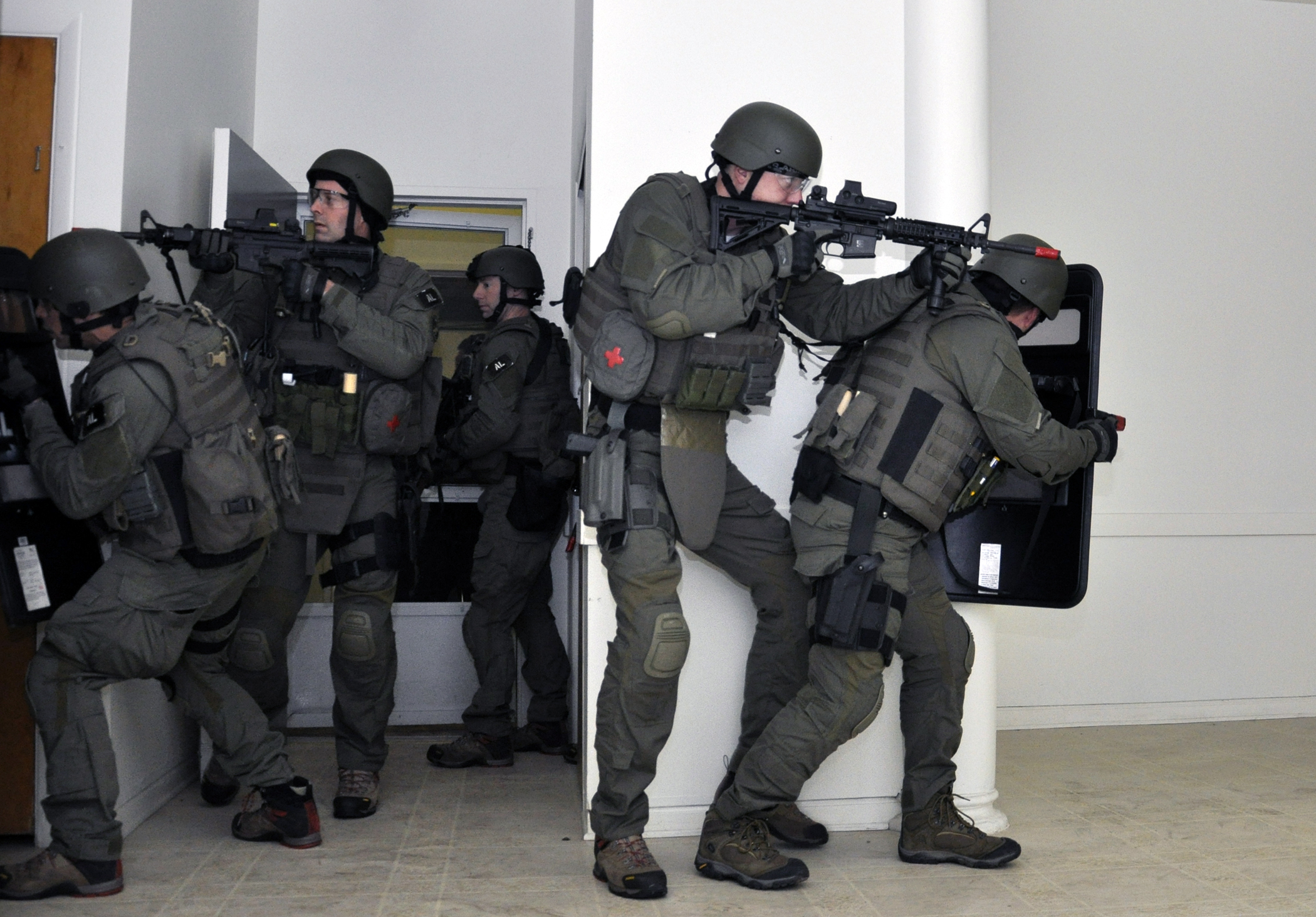
Le SWAT, unité spéciale d'intervention aux États-Unis.

Le swatting est une pratique apparue aux États-Unis, essentiellement dans le milieu du gaming où il est utilisé comme un moyen de vengeance. Elle touche des streamers qui se filment face caméra en jouant, le but du canular est que son auteur et les spectateurs du stream puissent assister en direct à l’intervention des forces de l’ordre. Le terme « swatting » apparaît en 2008, utilisé pour la première fois par le FBI. Aux États-Unis, il est parfois remplacé par l'expression « hoax call » : « canular téléphonique », qui est moins précise.

### Technique
L’auteur de cet acte fait d’abord des recherches sur sa cible avant de passer à l’acte. Il réunit le maximum d’informations personnelles sur la personne cible, et en particulier le lieu de résidence, pour faire intervenir les forces de l'ordre en les persuadant que celle-ci est en danger ou, de manière plus malveillante et dangereuse, représente un danger.

## Droit par pays

### Droit américain
Aux États-Unis, l'auteur du canular doit rembourser les frais de déplacement des forces de l'ordre, ce qui peut s'élever à un maximum de 10 000 dollars, et peut également être condamné à un an de prison.

### Droit canadien
En droit pénal canadien, le swatting est interdit en vertu de l'article 140 du Code criminel (méfait public). Il peut aussi être poursuivi en vertu de l'article 372 du Code criminel (faux renseignement). L'arrêt R v Jakeman de la Cour d'appel de l'Alberta est un exemple de décision judiciaire rendue en vertu de ces dispositions. Certains procès pour swatting comportent en outre des accusations de harcèlement criminel (art. 264 du Code criminel) dans la mesure où le geste est parfois répété plusieurs fois contre la même personne.

### Droit français
La loi française est catégorique sur le sujet, qu'elle assimile à un délit, et prévoit des sanctions contre les auteurs des cas de swatting. L’article 322-14 du Code Pénal prévoit des sanctions pénales pour « le fait de communiquer ou de divulguer une fausse information dans le but de faire croire qu'une destruction, une dégradation ou une détérioration dangereuse pour les personnes va être ou a été commise », qui peuvent atteindre « deux ans d'emprisonnement et 30 000 euros d'amende ». Un autre article de loi, plus récent, prévoit lui de sanctionner plus fermement les cas de swatting avérés : l'article 226-10 du Code pénal prévoit cinq ans d’emprisonnement et 45 000 euros d’amende,.

#### Exemples de sanctions
En 2015, le tribunal correctionnel de Créteil traite un cas de swatting en condamnant l’auteur de l’affaire, un adolescent, à deux ans de prison ferme pour avoir communiqué une fausse information en février 2015 concernant le streamer Bibix, joueur de DayZ.

## Cas de swatting en France

### Personnalités et gamers
En France plusieurs personnalités du secteur des médias et du gaming ont été victimes de swatting. Cependant le nombre de swattings en France a considérablement baissé depuis la fin de l'année 2016[réf. nécessaire].
- août 2014 : Benoît Le Corre et Pierre Haski, journalistes de Rue89, le swatteur est Gregory Chelli, dit Ulcan[11],[12].
- En 2014 Gregory Chelli, dit Ulcan se fait passer pour le mari de Martine Aubry, disant qu’il a tué sa femme[13].
- août 2014 : Robert Faurisson, historien négationniste[14].
- août 2014 (en Belgique) : Laurent Louis, homme politique[15].
- septembre 2014 : Aymeric Caron, animateur de télévision et personnalité politique française[16].
- septembre 2014 : Sihem Souid, chargée de mission au ministère de la Justice[17].
- février 2015 : Hubert Skrzypek (alias Bibix), vidéaste et streamer français[18].
- mars 2015 : Bénédicte Bauret, conseillère municipale[19].
- mars 2015 : Énora Malagré, animatrice de télévision[20].
- mars 2015 : Bertrand Chameroy, animateur de télévision[21].
- juin 2015 : Daniel Schneidermann, journaliste à Arrêt sur images[22].
- juin 2015 : Pierre Haski, journaliste à Rue89, à nouveau[23].
- juin 2015 : Denis Sieffert, journaliste à Politis[24].
- juillet 2015 : Domingo, streamer français[25].
- décembre 2015 : Éric Roulot, maire de Limay[26].
- novembre 2019 : Bruce Benamran affirme dans un tweet du 14 novembre avoir été swatté alors qu'il était sur Twitch[27].

- décembre 2019 : Jonathan Chastaing alias « Purpledjo », streamer de jeux vidéo comptant 65 000 abonnés[28].
- avril 2019 : Sardoche, streamer et ancien joueur d'esport français[29].
- juin 2022 : Pierre Aymeric « Aypierre », streamer français[30]

### Fausses alertes attentat
Le swatting s’est diversifié en France, ne se limitant plus à envoyer la police au domicile d’une personnalité ou d’un joueur en ligne. Le swatting provoque aussi de fausses alertes attentat, entraînant le déplacement des forces de l’ordre.
Le swatting d’une église à Paris à lieu en septembre 2016 : une alerte attentat est remontée sur l’application mise en place par l’État. Les coupables se cachent sous le pseudo de Tylers Swatting et se vantent sur Facebook d’avoir provoqué le buzz. En période d’état d’urgence, le gouvernement prend cette menace au sérieux et déploie des hélicoptères, des voitures de polices, et les médias se déplacent en masse. Les coupables se présentent comme des admirateurs du hacker Gregory « Ulcan » Chelli, ayant déjà commis plusieurs swattings auparavant. Mais ce dernier s’en défend ; il ne connaît pas les auteurs qui ont provoqué cette mobilisation, mais sur Facebook il dénonce un des auteurs en dévoilant son prénom et son numéro de téléphone.
En septembre 2017, dans une résidence étudiante à Cergy dans le Val-d'Oise, une opération de police a lieu. Des étudiants auraient enclenché l’alarme incendie en criant « Allah akbar ». Plusieurs personnes effrayées contactent donc la police. On[Qui ?] ignore encore si ce geste a été fait dans le but d’effrayer les étudiants ou de déplacer les forces de l’ordre, mais la police du département a rappelé sur Twitter les risques encourus par ceux qui s’adonnent à la pratique du swatting.

## Conséquences et réactions
Le swatting peut constituer un harcèlement, lorsqu'il se répète, comme c'est le cas envers les journalistes de Rue89, par le hacker Ulcan.
La pratique peut également avoir des répercussions dramatiques. Le swatting de ces mêmes journalistes aurait provoqué la mort du père de l'un d'entre eux, cardiaque, d'un infarctus. Le swatting en lui-même peut aussi mener à une issue tragique. En décembre 2017, aux États-Unis, un homme de 28 ans, Andrew Finch, est abattu à la suite d'un swatting. La police s'était rendue à son domicile après avoir reçu l'appel téléphonique d'un prétendu preneur d'otages. Un policier a tiré avec son arme de service quand l'homme a mis sa main au niveau de sa ceinture, alors que les policiers lui demandaient de lever les mains. L'homme est mort des suites de ses blessures. Il n'était pas armé et aucune prise d'otages n'avait eu lieu. Une forte polémique s’est ensuivie, dépassant les frontières ; en avril 2019, l'homme à l'origine de l'évènement, âgé de 25 ans au moment des faits, a été condamné à vingt ans de prison. Entre-temps, des projets de loi visant à encadrer le phénomène et alourdir les peines liées au swatting ont été proposés, et sont toujours à l'étude.